# Clarence Town
Clarence Town est une ville des Bahamas.